# Напольная Тавла
Напольная Тавла (эрз. Пакся Тавла) — село в Мордовии в составе России. 
Входит в городской округ Саранск.  Административно образует Напольно-Тавлинский сельсовет, подчинённый администрации Октябрьского района Саранска.

## География
Напольная Тавла расположена на реке Тавла, в 25 км от Саранска и железнодорожной станции Саранск. 

## История
Название-гидроним.
Село основано переселенцами из Подлесной Тавлы.
В 1704 году — деревня (Тавлинские Выставки) из 52 дворов; в 1869 — село казённое Напольная Тавла (Рождественское) — из 210 дворов (1541 чел.) Саранского уезда, имелась мельница; в 1914 — село из 292 дворов.
В 1866—1869 годы в селе был построен храм в память Рождества Христова, с приделом во имя св. Димитрия Солунского — каменный, тёплый. Храм относился ко 2-му благочинническому округу Саранского уезда. Прихожан насчитывалось 1021 мужского пола и 1091 — женского. Имелось земское училище.
В 1930-е годы создан колхоз, с 1952 — им. 17-го партсъезда, 1973 — отделение совхоза, 1979 — ОПХ, с 2000 — ФГУП ОПХ «1 Мая». В современном селе — средняя школа, ДК, магазин, медпункт; памятник воинам, погибшим в годы Великой Отечественной войны.

## Население
| 2002 | 2010 |
| ---- | ---- |
| 509  | ↗512 |

## Улицы
- улица Заря
- Зелёная улица
- улица Горького
- переулок Ильича
- Комсомольская улица
- Московская улица
- Советская улица[7]

## Известные уроженцы
- М. П. Бардин — хозяйственный и партийный руководитель
- О. Н. Каниськина — легкоатлетка, олимпийская чемпионка (2008), чемпионка мира (2007), двукратная чемпионка России
- А. А. Седойкина — заслуженный машиностроитель РФ[8].